# Barrage de Rhodannenberg
Le barrage de Rhodannenberg, situé dans le canton de Glaris en Suisse, consiste en une digue en terre sur la Löntsch (de) à l'endroit où celle-ci se jette dans le lac du Klöntal.
Sa construction a été achevée en 1910. Au cœur de l'édifice se trouve un noyau étanche retenu de part et d'autre par des remblais en terre. Une face du barrage est engazonnée tandis que l'autre est recouverte d'un parement en pierre.